# Akrydyna
Akrydyna, dibenzopirydyna – heterocykliczny, trójpierścieniowy, organiczny związek chemiczny o szkielecie węglowym antracenu, zawierający heteroatom azotu. Występuje w smole pogazowej, w postaci czystej tworzy krystaliczne igły. Używana jest do produkcji barwników (np. oranżu akrydyny) i leków (np. rywanolu) oraz w analizie chemicznej i jako wskaźnik fluorescencyjny. Jest szkodliwa, wywołuje podrażnienia błon śluzowych i egzemy.